# Ministère de l'Éducation de la RDA
Le ministère de l'Éducation de la République démocratique allemande (en allemand Ministerium für Volksbildung der Deutschen Demokratischen Republik, littéralement « ministère de l'Éducation populaire de la République démocratique allemande ») était le ministère chargé de l'Éducation et de la Jeunesse, au sein du gouvernement de la RDA. Il est créé en 1949 et dissous à la réunification de cette dernière avec la République fédérale d'Allemagne (RFA), en 1990. Ses fonctions ont alors été reprises par le ministère fédéral de l'Éducation.

## Structure et fonctions
Le ministère de l'Éducation nationale est créé en 1950, héritier de la Deutsche Verwaltung für Volksbildung, une administration scolaire provisoire créée en 1945, au lendemain de la Seconde Guerre mondiale. Il est responsable de l'organisation de l'enseignement public.
En collaboration avec l'Académie des Sciences de l'Éducation sont définis les objectifs d'apprentissage, les programmes et le matériel scolaire nécessaires. Le ministère est lié au ministère de la Planification, à l'exception des écoles professionnelles et techniques et des universités.
L'objectif déclaré est d'assurer une éducation uniforme socialiste. Par conséquent, le ministère contrôle les domaines de formation professionnelle et veille au respect des exigences de la politique générale définie préalablement.

## Bâtiments

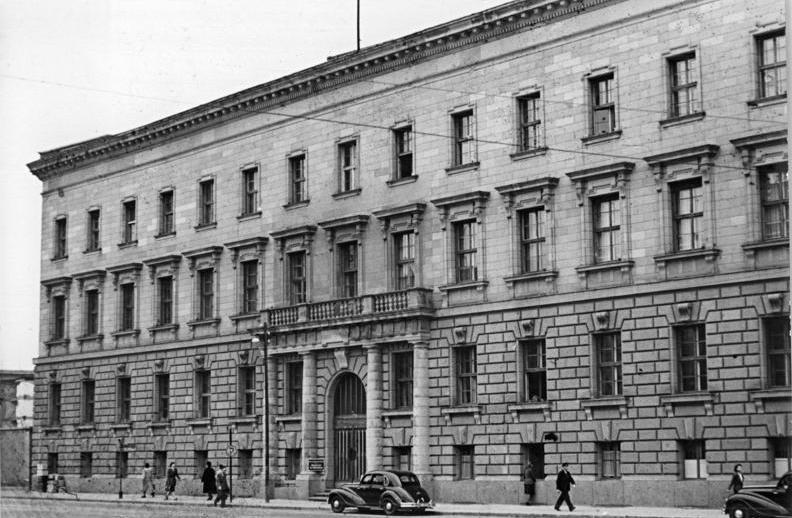
Le ministère en 1952.

Le ministère se situe au même endroit que le ministère prussien de la Culture (du temps de l'Empire allemand), situé sur la Wilhelmstraße. Entre 1963 et1965, un nouveau bâtiment est construit sur un terrain adjacent. C'est l'une des premières tentatives d'application en RDA de la conception de bâtiments avec un cadre de montage en béton. Des plaques en céramique « Meissner » sont aussi utilisées. Après la réunification allemande, les bâtiments sont utilisés par le nouveau parlement, le Bundestag, entre 1993 à 1994, sauf pour la partie en béton. Le bâtiment actuel a une nouvelle façade recouverte de grès « Schönbrunner ». Le rez-de-chaussée est occupé par plusieurs magasins.

## Liste des ministres
| # | Image | Nom                | Début du mandat | Fin du mandat | Parti       |
| - | ----- | ------------------ | --------------- | ------------- | ----------- |
| 1 |       | Paul Wandel        | 1949            | 1952          | ?           |
| 2 |       | Elisabeth Zaisser  | 1952            | 1954          | SED         |
| 3 |       | Fritz Lange        | 1954            | 1958          | SED         |
| 4 |       | Alfred Lemmnitz    | 1958            | 1963          | SED         |
| 5 |       | Margot Honecker    | 1963            | 1989          | SED         |
| 6 |       | Helga Labs         | 1989            | 1989          | SED         |
| 7 |       | Hans-Heinz Emons   | 1989            | 1990          | SED/PDS     |
| 8 |       | Hans-Joachim Meyer | 1990            | 1990          | Indépendant |